# Sergio Costa
Sergio Costa (Nápoles, 22 de abril de 1959) es un militar y político italiano, que sirvió en el gobierno de Italia como Ministro de Medio Ambiente entre 2018 y 2021. Es miembro del Movimiento 5 Estrellas.

## Biografía
Costa nació en Nápoles el 22 de abril de 1959. En 1983 se licenció en Ciencia agrícola por la Universidad de Nápoles Federico II. Entre 2006 y 2008, fue asesor del Ministro de Medio Ambiente Alfonso Pecoraro Scanio durante el Gabinete Prodi II. 

### Carrera militar
Comandante de la Policía Provincial de Nápoles, con el título de Gerente, hasta el 7 de abril de 2009. En 2009 pasó al Cuerpo Forestal del Estado; de 2009 a 2010 fue comandante regional de Basilicata, y vicecomandante de 2010 a 2011. Posteriormente fue Comandante Provincial de Nápoles de 2011 a 2014 y Comandante Regional de Campania de 2014 a 2016. Insertado en las filas de los Carabineros, tras la incorporación al Cuerpo Forestal, desde el 1 de enero de 2017 al 31 de mayo de 2018 fue Comandante Regional de los Carabineros Forestales de Campania, con el grado de General de brigada.

### Ministro de Medio Ambiente
El 25 de febrero de 2018, Luigi Di Maio (líder del Movimiento 5 Estrellas) designó a Sergio Costa como Ministro de Medio Ambiente de su posible futuro equipo de gobierno. Finalmente, el 1 de junio de 2018, Costa fue nombrado oficialmente Ministro de Medio Ambiente del Primer Gobierno Conte. Posteriormente fue reconfirmado en el Segundo Gobierno Conte.